# 몬테네그로 대학교
몬테네그로 대학교(몬테네그로어: Универзитет Црнe Горe)는 몬테네그로의 국립 대학교이다. 1974년 4월 29일에 설립되으며, 현재 19개의 학부로 구성되어 있다. 대학 캠퍼스는 몬테네그로의 수도인 포드고리차에 있다. 몬테네그로 대학교의 대부분의 학부는 포드고리차에 있지만 일부 학부는 닉시치, 체티네, 코토르에도 개설되어 있다.